# Twomileborris
Twomileborris är en ort i republiken Irland.   Den ligger i provinsen Munster, i den centrala delen av landet, 120 km sydväst om huvudstaden Dublin. Twomileborris ligger 117 meter över havet och antalet invånare är 548.
Terrängen runt Twomileborris är huvudsakligen platt, men åt sydost är den kuperad. Runt Twomileborris är det glesbefolkat, med 17 invånare per kvadratkilometer. Närmaste större samhälle är Thurles, 5,7 km väster om Twomileborris. Trakten runt Twomileborris består i huvudsak av gräsmarker.